# 埃尔佩德罗索
埃尔佩德罗索，是西班牙安达卢西亚自治区塞维利亚省的一个市镇。总面积314平方公里，总人口2351人（001年），人口密度7人/平方公里。